# اینفینیتی کیو۴۵
اینفینیتی کیو۴۵ (Infiniti Q۴۵) خودرویی است که در سال‌های ۱۹۹۰ تا ۲۰۰۶در ژاپن تولید شده‌است. طراحی آن خودروهای موتور جلو-محور عقب بوده‌است.